# Trachonurus villosus
Trachonurus villosus är en fiskart som först beskrevs av Günther, 1877.  Trachonurus villosus ingår i släktet Trachonurus och familjen skolästfiskar. Inga underarter finns listade i Catalogue of Life.